# Apicultura în România
Apicultura în România sau stupăritul este unul din sectoarele agriculturii cu cele mai vechi tradiții. Tracii și dacii, strămoși ai poporului român, se ocupau cu creșterea albinelor de la care obțineau miere, ceară și alte produse apicole.
Astfel, Herodot menționează (secolul al V-lea î.Hr.) mulțimea albinelor la nordul Dunării, aceasta fiind prima atestare documentară a apiculturii pe teritoriul României.
de asemenea, există numeroase alte izvoare istorice, descoperiri arheologice, surse folclorice care atestă continuitatea apiculturii în spațiul carpato-danubiano-pontic.
Apicultura, ca ramură a agriculturii este o activitate benefică prin faptul că albinele au o contribuție importantă la creșterea recoltelor prin polenizare.
În anul 2011, producția de miere din România a fost de 21.000 de tone (26.000 de tone conform unei alte estimări),
în timp ce producția de polen s-a ridicat la 50-60 de tone, iar cea de propolis - la 25-30 de tone.
Din totalul producției, peste 60% a fost exportată în țări precum Germania, Marea Britanie, Italia, Franța, Austria, dar și SUA, Canada, Japonia sau China.
În 2009, România a exportat 10.654 de tone de miere și a importat 515 tone.
În anul 2011, România a ocupat locul 10 la nivel mondial la exporturile de miere.
Dacă în 2000 România producea șase tone de miere „eco”, în 2011 s-au produs 3.800 de tone, care s-au exportat în proporție de 80% în Franța și Germania.

## Localități din România
În România au existat și există condiții naturale favorabile apiculturii și resurse melifere însemnate. Numeroase localități din România au primit denumiri legate de această activitate: 
Stupărei, Stupina, Stupini, Stupinii Prejmerului, Știubei, Știubieni, Prisaca, Prisaca Dornei, Prisăcina, Prisăcani, Prisăceaua, Priseaca,  Prisecani, Albina, Albinari.

## Comunități Apicole Online
- Ca să poată păstră legătura intre ei, să isi împărtășească experiențele apicole, o parte din apicultorii cu acces la internet au aderat sau au inființat astfel de comunități online.
- Comunitatea Apicolă "Casa Apicultorilor"
- Forum discuții apicole Apiardeal
- Forum Apicol Stuparitul